# Johann Lersner
Johann Lersner (auch Johannes Lersner; * 1512 in Marburg; † 19. Januar 1550 ebenda) war ein deutscher Rechtswissenschaftler, Richter und Hochschullehrer.

## Leben
Lersner stammt aus dem späteren Adelsgeschlecht Lersner und war Sohn des langjährigen landgräflich-hessischen Beamten Ludwig Lersner. Über seinen Werdegang ist wenig bekannt. Seine Promotion zum Dr. iur. erfolgte an der Universität Marburg. 1543 wurde er Beisitzer des Hofgerichts in Marburg und um 1546 zum Professor der Institutionen an der Universität Marburg. Schon kurz darauf, 1547, hatte er das Rektorenamt der Marburger Universität für ein Jahr inne.
Lersner wurde 1548 und 1549 als hessischer Rat zum Nassauischen Handel nach Brüssel entsandt. Schon dort zeigte sich eine Erkrankung, die kurz nach seiner Rückkehr zum Tod führte. Er war mit Lucie (Lucia), geborene Rückersfeld (* 1520 in Homberg (Efze); † 1. März 1588 in Marburg), verheiratet. Sie entstammte einem alten Homberger Geschlecht, das seinen Namen vom Hof Rückersfeld bei Homberg entlehnte. Es ist in Homberg urkundlich zuerst 1332 nachgewiesen; dort brachte es im 14., 15. und 16. Jahrhundert Schöffen und auch Bürgermeister hervor. Durch Johann (Hans) Rückersfeld († 1591), Bürgermeister von Homburg an der Efze, gehörte die Familie Rückersfeld von 1575 bis 1591 auch zu den Frankfurter Patriziern: in erster Ehe vermählt mit Salome († 1574), einer Tochter des Hiob von Schrendeisen, verheiratete er sich 1575 in zweiter Ehe mit Agnes aus dem Frankfurter Patriziergeschlecht Humbracht. Dadurch wurde Rückersfeld Mitglied der Frankfurter adligen Patriziergesellschaft Alten Limpurg.
Johann Lersner hatte mit Lucie Rückersfeld zwei Kinder. Die Tochter Catharina war mit dem hessischen Kanzler Johann Heintzenberger verheiratet und wurde Schwiegermutter der beiden hessischen Kanzler Siegfried Clotz und Reinhard Scheffer dem Jüngeren, dessen Schwester Christina Scheffer Gemahlin des Heinrich Lersner, Kanzlers der Abtei Hersfeld und Sohnes des Hermann Lersner, war. Der Sohn Balthasar starb früh.
Christoph Lersner, Heinrich Lersner und Jakob Lersner waren seine Brüder, Hermann Lersner sein Neffe.